# Верекер, Джон, 3-й виконт Горт
Джон Прендергаст Верекер, 3-й виконт Горт (англ. John Prendergast Vereker, 3rd Viscount Gort; 1 июля 1790 — 20 октября 1865) — англо-ирландский пэр и политик.

## Происхождение и образование
Родился 1 июля 1790 года. Единственный сын Чарльза Верекера, 2-го виконта Горта (1768—1842), и его первой жены Джейн Вестропп (? — 1798), дочери Ральфа Вестроппа и Мэри Джонсон. Он получил образование в школе Харроу.

## Политическая карьера
Джон Прендергаст Верекер заседал в Палате общин Великобритании от Лимерика (1817—1820), став преемником своего отца. С 1831 по 1832 год — мэр Лимерика.
11 ноября 1842 года после смерти своего отца Джон Верекер унаследовал титулы 3-го виконта Горта из графства Голуэй (Пэрство Ирландии) и 3-го барона Килтартона из Горта в графстве Голуэй (Пэрство Ирландии).
С июня по октябрь 1865 года — ирландский пэр-представитель в Палате лордов Великобритании.

## Семья
Лорд Горт был дважды женат. 13 декабря 1814 года он женился первым браком на достопочтенной Мэри О’Грейди (1791 — 4 апреля 1854), дочери Стэндиша О’Грейди, 1-го виконта Гилламора, и Кэтрин Уоллер, 13 декабря 1814 года. У них было одиннадцать детей, переживших младенчество, шесть сыновей и пять дочерей, в том числе:
- Достопочтенная Мэри Коринна Верекер (? — 20 июля 1856), в 1852 году она вышла замуж за полковника Кристиана Монтейта Гамильтона
- Достопочтенная Эмили Генриетта Верекер, в 1858 году она вышла замуж за Джона Фрэнсиса Бассета
- Стэндиш Прендергаст Верекер, 4-й виконт Горт (6 июля 1819 — 9 января 1900), старший сын и преемник отца.
- Достопочтенный Джон Прендергаст Верекер (1822 — декабрь 1891), лорд-мэр Дублина в 1863 году
- Достопочтенный Генри Прендергаст Верекер (1824 — 22 марта 1904)
- Достопочтенный Ричард Прендергаст Верекер (1829 — 30 апреля 1865)
- Достопочтенный Адольфус Эдвард Прендергаст Верекер (1833 — 12 октября 1864).

После её смерти в апреле 1854 года он женился 10 июня 1861 года во второй раз на Элизабет Мэри Джонс (? — 11 октября 1880), дочери Джона Джонса и вдове политика Джорджа Тюдора. Детей от второго брака не было.
Лорд Горт скончался в октябре 1865 года в возрасте 75 лет, и ему наследовал его старший сын Стэндиш. Прадед фельдмаршала Джона Горта, 6-го виконта Горта.